# Резолюция Совета Безопасности ООН 1177
Резолюция Совета Безопасности Организации Объединённых Наций 1177 (код — S/RES/1177), принятая 26 июня 1998 года, признав ухудшение ситуации между Эритреей и Эфиопией, Совет осудил начало войны и потребовал немедленного прекращения огня в их пограничном споре.
Совет выразил серьёзную озабоченность последствиями конфликта между Эритреей и Эфиопией, подтвердив, что споры должны решаться мирным путем, а применение вооруженной силы неприемлемо. Он отметил обещания правительства Эфиопии и правительства Эритреи прекратить воздушные удары и их цель демаркировать и делимитировать свою границу взаимоприемлемым способом.
Совет Безопасности осудил применение силы и потребовал, чтобы обе стороны немедленно прекратили боевые действия. Он призвал к мирному урегулированию конфликта в сотрудничестве с Организацией африканского единства (ОАЕ). Стороны также просили воздержаться от действий, которые могли бы привести к эскалации ситуации, и принять меры, способствующие укреплению доверия между двумя сторонами, включая обеспечение прав и безопасности граждан друг друга. Генеральному секретарю Кофи Аннану было поручено создать Трастовый фонд и оказать техническую помощь в процессе демаркации общей границы обеих сторон.
Обе стороны приветствовали резолюцию; Эритрея заявила, что впервые были учтены интересы обеих стран, в то время как Эфиопия осознавала, что её принятие, похоже, усиливает требование Руанды, США и ОАЕ о том, чтобы Эритрея отошла на территорию, которую она занимала до начала конфликта.